# Leon Andreasen
Leon Hougaard Andreasen, född 23 april 1983, är en dansk före detta fotbollsspelare. Han spelade bland annat under sin karriär för det tyska Bundesliga-laget Werder Bremen. 
Han spelade 20 landskamper för det danska a-landslaget och gjorde ett av målen i skandalmatchen mot Sverige i EM-kvalet 2007.

## Biografi
Andreasen började spela fotboll i Hammel GF och gick senare till AGF Aarhus ungdomslag 1999, där han skrev på sitt första kontrakt 2001. Han etablerade sig som ordinarie i AGF:s A-lag i den danska Superligaen och spelade även 31 matcher och gjorde sex mål för olika danska ungdomslandslag.
Den 1 juli 2005 flyttade han till Tyskland för att spela för SV Werder Bremen i Bundesliga. Andreasen spelade 12 av de första 17 ligamatcherna för Werder Bremen, men fick sedan mindre speltid. Han lånades ut till 1. FSV Mainz 05 i januari 2007 och gjorde fyra mål på sina första sju matcher för klubben. Han blev kallad till det danska landslaget i mars 2007 och debuterade mot Spanien.
Andreasen skrev på för Fulham i januari 2008 och stannade där fram till 2009, då han lämnade klubben för Hannover 96. Han gjorde ett kontroversiellt mål med handen när Hannover 96 besegrade 1. FC Köln 1-0 den 18 oktober 2015. Efter säsongen 2015-2016, när hans kontrakt med Hannover 96 löpte ut, avslutade Andreasen sin spelarkarriär.